# Rüdiger von Bechelaren

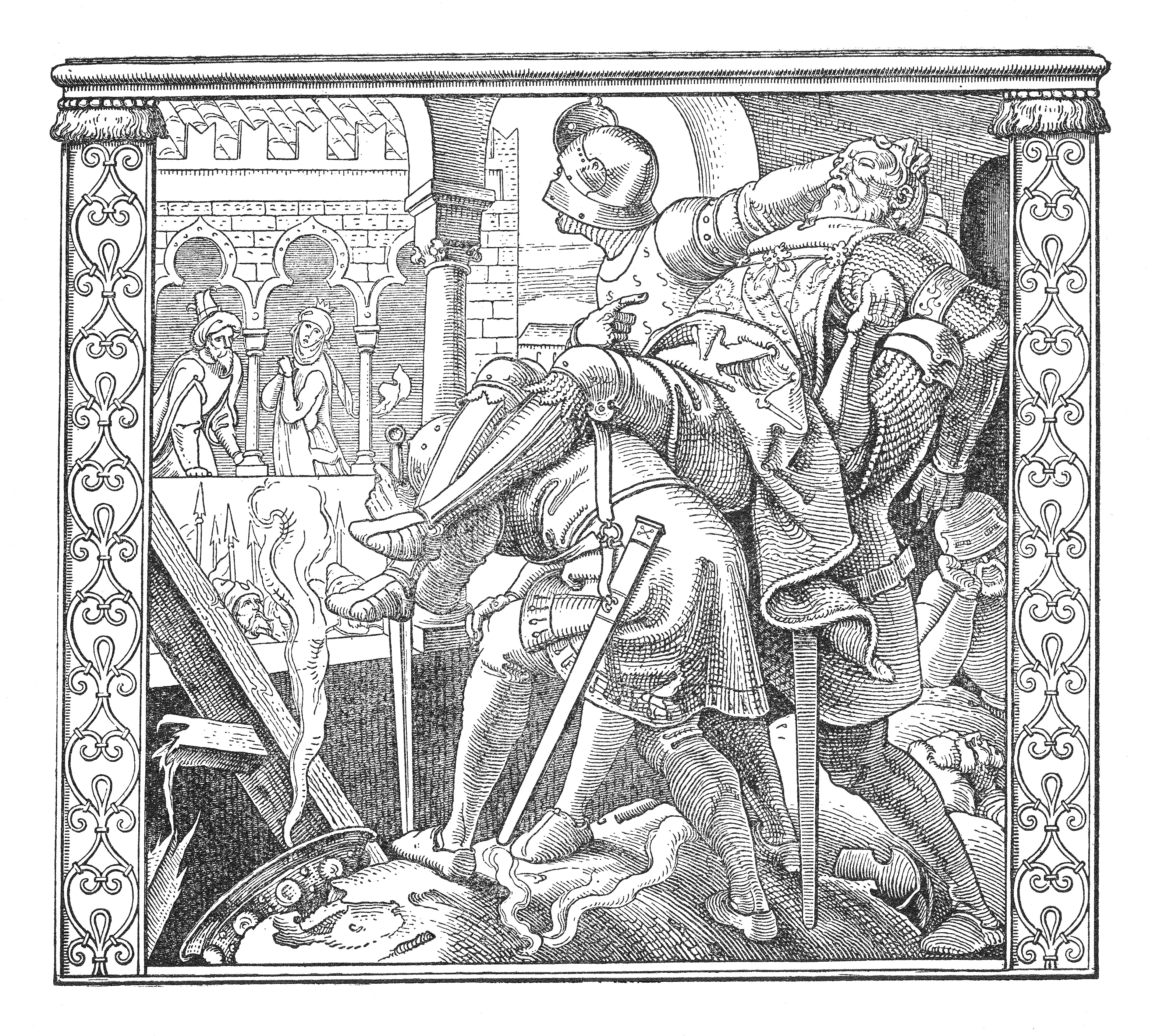
Wie Kriemhilden der Leichnam Rüdigers gezeigt wird, Stich von G. Metzger nach einer Zeichnung von Alfred Rethel, 1840/41

Rüdiger von Bechelaren ist eine Figur aus der Nibelungensage, deren Existenz historisch nicht belegt werden konnte.

## Nibelungensage und historische Entsprechungen
Die Nibelungensage vereint verschiedene Sagenkreise, die zum Teil auf geschichtliche Vorgänge zurückgehen oder zumindest die Namen historischer Personen als Versatzstücke benutzen. Der zeitliche Rahmen für diese Anklänge liegt zwischen dem 5. und dem 10. Jahrhundert. Die literarischen Werke, die Teile der Nibelungensage gestalten, gehen mit dem Stoff sehr unterschiedlich um. Eine Figur namens Rüdiger tritt in der Nibelungensage nur im Nibelungenlied auf, und in der Thidrekssaga.  Die Hunnen des Nibelungenliedes und ihr König Etzel spiegeln dabei die Ungarn des 10. Jahrhunderts und ihre Herrscher, obwohl ihre Namen der Geschichte des 5. Jahrhunderts entnommen sind. Schon der mittellateinisch dichtende Metellus, genannt Metellus von Tegernsee (um 1160), bezeugt ein Heldenlied über einen Grafen Rogerius (Rüdiger), der zusammen mit Tetricus (Dietrich) an der Erlauf (also bei Pöchlarn) Heldentaten vollbracht habe. Eine Verbindung Rüdigers und Dietrichs zur Nibelungensage schon zu dieser Zeit beweist das allerdings nicht. Diese Verbindung besteht spätestens seit ca. 1200.
Im Nibelungenlied verwaltet Markgraf Rudeger von Bechelaren das Gebiet östlich der Enns und ist dem Hunnenkönig untertan. Das heißt, dass im 10. Jahrhundert ein fränkischer bzw. bairischer Adeliger seinen Herrschaftsbereich auf Besitzungen aus der Zeit der karolingischen, ersten deutschen Ostsiedlung im Donauraum innehatte. Seinen Sitz hatte er in Pöchlarn, das sich von Bechelaren ableitet und eine alte Regensburger Besitzung war. Die fränkisch-bairische Ostsiedlung war an der Donau bereits ab der Mitte des 8. Jahrhunderts in den Grundzügen vollzogen. Die Einflussgebiete ungarischer Herrscher reichten zeitweise bis weit nach Niederösterreich, auch wenn diese bisweilen die Oberhoheit des Fränkischen Reichs anerkannten. Nach der Schlacht bei Preßburg (ad Brezalauspurc) und der vernichtenden Niederlage des bairischen Heerbanns durch die Ungarn wurde das Land bis zur Enns fest von den Ungarn besetzt. Die Ungarn schweiften vorübergehend im Norden bis zur norddeutschen Küste, im Süden bis Norditalien und im Westen bis weit nach Bayern und Schwaben hinein. Vor allem hatten sie die volle Oberhoheit über das Gebiet östlich der Enns. Dennoch sind im späten 10. Jahrhundert großteils noch die gleichen Besitzverhältnisse wie in karolingischer Zeit vor dem Ungarneinfall nachgewiesen.
Im Nibelungenlied heißt es weiter, dass Kriemhild und ihr Gefolge schon bei Ense auf dem Feld versorgt und sie von Rüdigers Gemahlin hie in disem lant begrüßt wurden. Daraus erschließt sich, dass Rüdigers Herrschaftsbereich nach der Meinung der Zeit um 1200 bis etwas westlich der Enns gereicht haben muss. In seinem Hoheitsbereich werden Pöchlarn und Melk als Burgen genannt. In Melk wird den Burgunden die Straße nach Mautern ins Osterlant gezeigt. In Mautern, einem alten Passauer Besitz, nimmt Bischof Pilgrim dann Abschied von seiner Nichte Kriemhild. Bis nach Traismauer an der Traisen – hier erwartete Kriemhild der Sage nach den Hunnenkönig – (oder: bis Zeiselmauer zwischen Tulln und Klosterneuburg) kommen dem Zug dann schon hunnische Abgesandte entgegen. Dort wird eine starke Burg König Etzels erwähnt. Damit lässt sich der Machtbereich Rüdigers im Nibelungenlied auf die Gegend zwischen dem Ennsfeld etwas westlich von Enns und der Traisen festlegen. Die Gegend östlich der Traisen wird als Osterlant und im Heldenepos Die Rabenschlacht als Isterîch bezeichnet.
Untertane Fürst Etzels kommen bis Tulln zum Empfang der Burgunden. Erst dann kommen ihnen Etzel selbst und Dietrich von Bern entgegen. In Wien werden die Hochzeit und das Beilager gefeiert. Das Hunnenreich, in der Nibelungensage als Heunenlant und in der Rabenschlacht als Hiunische marke bezeichnet, beginnt östlich von Wien, vermutlich an der Fischa, wo auch schon das Gebiet der Awaren nach der Niederlage gegen Karl den Großen begann. Als erste Stadt auf diesem Gebiet wird Heimenburc, am Ort des heutigen Bad Deutsch-Altenburg genannt. Der Name leitet sich vom Personennamen Heimo (dem Mundschenk von Arnulf von Kärnten) und nicht wie oft irrtümlich angenommen von den Hunnen ab.
Es kann ohne Zweifel angenommen werden, dass die Grenzen, und somit die Machtbereiche, im 8. bis 10. Jahrhundert starken Schwankungen unterworfen waren. Das Epos Biterolf und Dietleib entstand einige Jahrzehnte nach dem Nibelungenlied und schreibt dessen geographische Angaben aus; es kann daher nicht als selbständige Quelle gewertet werden; insbesondere die Nennung der Burg Mautern als die erste im Osterlant verdankt sich klar dem Nibelungenlied. Historiker, die annehmen, die Epen Biterolf und Dietleip und Die Rabenschlacht hätten ältere Quellen als das Nibelungenlied, vermuten: Der Bereich des heunischen Grenzlandes habe bis an die Ausläufer der Wachau oder der Pielach gereicht. Die ab der Mitte des 10. Jahrhunderts errichtete Ottonische Mark hat von der Enns bis zum Wienerwaldkamm gereicht und deckt sich dadurch weitgehend mit dem Einflussgebiet Rüdigers im Epos Die Rabenschlacht.
Als historisch gesichert darf ein Hoheitsgebiet der Grafen von Ebersberg im Bereich Ybbs-Persenbeug angenommen werden. Dieses Geschlecht, das mit den Karolingern verwandt war, hatte große Bedeutung, starb aber schon 1045 aus. Im Grenzgebiet östlich der Enns hatten sie viel Grundbesitz. Das legt die Vermutung nahe, dass einige Flussläufe wie zum Beispiel Marbach (bedeutet Grenzbach) oder auch Melk (bedeutet Grenze) zeitlich verschiedene Grenzlinien zum ungarischen Herrschaftsgebiet darstellten.

## Versuche, in der Sagenfigur Rüdiger die Reflexe einer historischen Person zu sehen

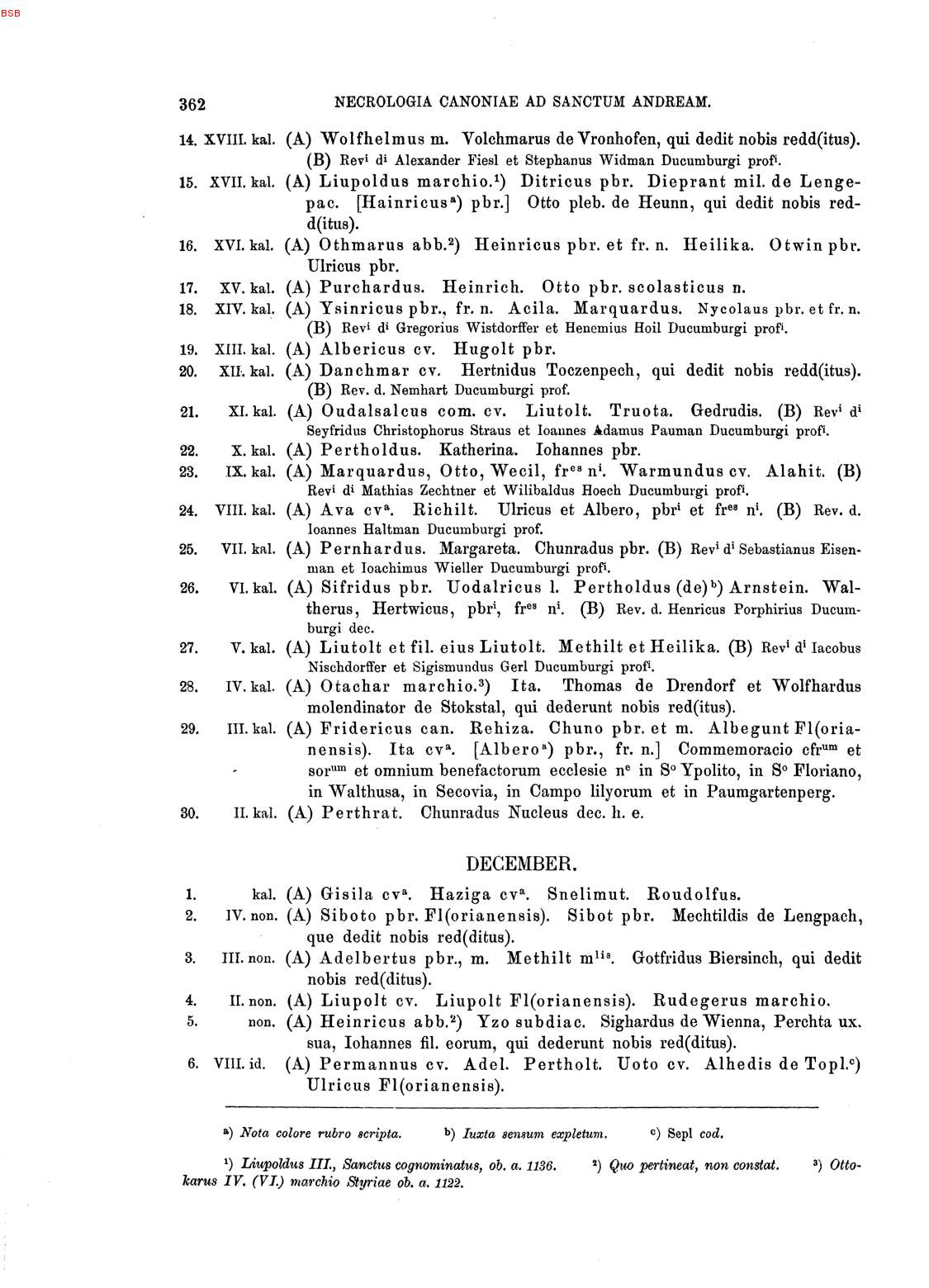
Nekrolog von „Rudegerus marchio“, Rüdiger von Bechelaren.

Letztlich ist der Versuch, in Rüdeger von Bechelaren eine historische Persönlichkeit zu suchen, darauf gegründet, dass zum 4. Dezember 1203 eine Eintragung eines Rudegerus marchio im Nekrolog des ehemaligen Chorherrenstiftes St. Andrä an der Traisen existiert. Das Stift wurde 1112 gegründet, und der Nekrolog ist rund 100 Jahre jünger. Der genannte Eintrag ist der älteste Nachweis auf eine derartige Person. Der Nekrolog selbst ist aber eine Abschrift älterer Quellen. Sagengestalten bzw. Figuren aus der Mythologie wurden grundsätzlich nicht in Nekrologe aufgenommen. Darauf gründete sich die Annahme, eine historische Person in Markgraf Rudeger zu sehen. Der Name Rüdiger taucht Ende des 10. Jahrhunderts bei den Eppensteinern auf. Dort wird ein Graf Rutker als Bruder Markwarts III. von Eppenstein, des Markgrafen der karantanischen Mark, 985 und 991 genannt. Das bezeugt aber nur die Existenz eines solchen Personennamens, nicht die einer historischen Person, die die Grundlage für die Sagenfigur abgegeben hätte.